# 北京金隅
北京金隅股份有限公司（港交所：02009，上交所：601992）前身是1955年成立的北京市建築材料工業局，北京建材集團公司1996年重組為現時的北京金隅集團。 北京金隅是北京最大的水泥生產商及房地產開發商，專門在北京發展經濟適用房及其他類型物業和生產水泥。
2009年7月，北京金隅在香港進行招股上市，招股價是6.38元，集資59億元。其中公開發售部份超額認購超過770倍，凍結資金4650億元，成為當時歷來第二隻凍資最多的新股。此外，北京金隅引入中銀投資、中國人壽、中投公司、OZ Management及郭鶴年為策略投資者。7月29日在香港交易所上市。
2010年1月，北京金隅以15億元人民幣向母公司收購水泥及房地產資產。同年2月，北京金隅再以5億元人民幣向拉法基中國海外控股收購水泥資產。
2010年6月，北京金隅以換股方式收購太行水泥。
截至2016年年底，北京金隅总资产2100亿元、净资产660亿元，营业总收入729亿元。

## 外部參考
- 北京金隅股份有限公司（页面存档备份，存于）